# Ценабум
Ценабум (Ценаб; Кенабум; Кенаб; лат. Cenabum, Cenabaum) — в кельтской Галлии (ныне Франция) главный город карнутов и религиозный центр галльских кельтов. После завоевания Цезарем в ходе Галльской войны (57 до н. э.), город-оппидум вошёл в состав провинции Римской империи Лугдунская Галлия.
В 57 году до н. э. Цезарь расположил свои легионы на зимних квартирах на территориях карнутов и поставил над ними властителем Тасгетия, однако карнауты через три года его свергли. В 52 году до н. э. город стал очагом восстания против Цезаря (убийство всех римлян в нём — в основном, торговцев). После победы над кельтами город был разрушен. При Октавиане Августе (27 года до н. э. — 14 год) область карнутов была возведена в ранг civitas socia sive foederata. Город был восстановлен при императоре Аврелиане (270—275 годы) и назван Civitas Aureliani, что дало современное название — Орлеан.